# Rent Free (2024)
Rent Free (engl. für „mietfrei“) ist eine sozialkritische Tragikomödie von Fernando Andrés. Die Weltpremiere des Films mit Jacob Roberts und David Treviño in den Hauptrollen als zwei gute Freunde, die durch Couchsurfing Geld sparen wollen, erfolgte im Juni 2024 beim Tribeca Film Festival.

## Handlung
Ben und sein bester Freund Jordan versuchen ein mietfreies Luxusleben in New York zu führen. Als dies nicht klappt, kehren die beiden jungen Männer der Gen Z in ihre verhasste Heimatstadt Austin zurück. Hier ist es ihnen zumindest möglich, bei Freunden unterzukommen und so kein Geld für ihre Unterkunft ausgeben zu müssen. Ben und Jordan vereinbaren, sich solange mietfrei in Austin durchzuschlagen, bis sie das nötige Geld für ihre Rückkehr nach New York zusammengespart haben.

## Produktion

### Filmstab, Dreharbeiten und Besetzung

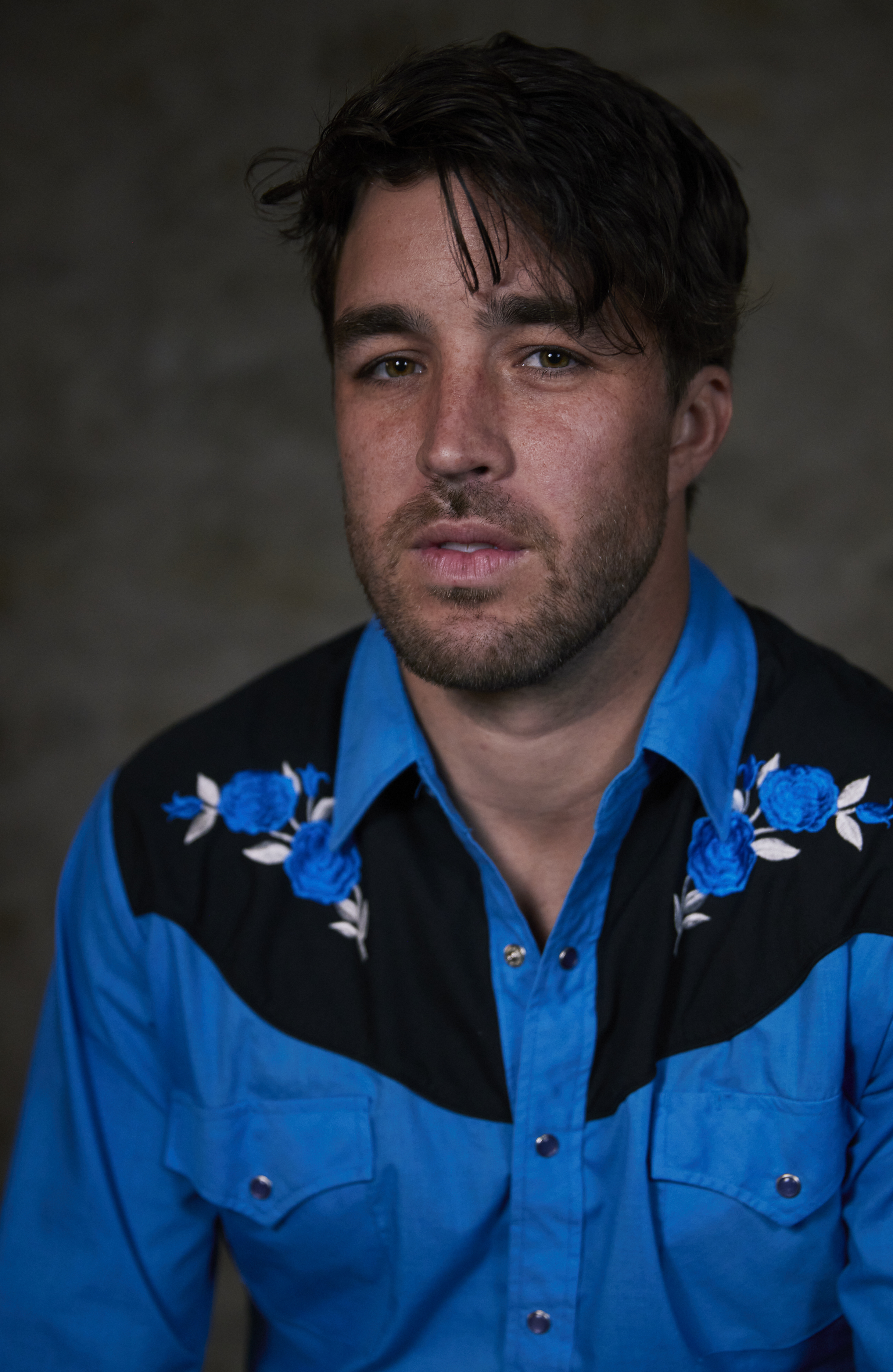
Temple Baker ist einer der Produzenten des Films und spielt Tristan

Regie führte Fernando Andrés, der gemeinsam mit Tyler Rugh auch das Drehbuch schrieb. Es handelt sich um den zweiten Spielfilm von Andrés nach Three Headed Beast von 2022 mit Paul Addison, Hunter Allen und Sarah J. Bartholomew in den Hauptrollen. Die Dreharbeiten fanden im Juli und im August 2023 in New York City und in Austin statt. Andrés fungierte bei Rente Free selbst als Kameramann und übernahm auch den Filmschnitt. Jede Wohnung, in die Ben und Jordan ziehen, wird im Film in Buchstaben und Zahlen mit Adresse, Anzahl der Schlafzimmer/Badezimmer und der Monatsmiete beschrieben.
Jacob Roberts und David Treviño spielen in den Hauptrollen Ben und Jordan. In weiteren Rollen sind Molly Edelman als Jordans alte Freundin Anna, Neal Mulani, Zeke Goodman, Produzent Temple Baker und Sarah J. Bartholomew zu sehen. Letztere spielte bereits in Three Headed Beast.

### Marketing und Veröffentlichung
Die Weltpremiere des Films erfolgte am 7. Juni 2024 beim Tribeca Film Festival, wo er im US Narrative Competition gezeigt wurde. Dort stellte Andrés zwei Jahre zuvor seinen Debütfilm Three Headed Beast vor. Der erste Clip wurde wenige Tage vor der Premiere veröffentlicht. Ende Juni 2024 wurde Rent Free bei Frameline48, der 48. Ausgabe des San Francisco International LGBTQ+ Film Festivals, gezeigt. Im September 2024 wurde der Film beim Vancouver Queer Film Festival vorgestellt. Ab Mitte Oktober 2024 wurde Rent Fre beim New Orleans Film Festival gezeigt und Anfang November 2024 beim GuadaLAjara Film Festival. Im März 2025 wird der Film beim London LGBTQIA+ Film Festival vorgestellt. Im April 2025 sind Vorstellungen beim Miami Film Festival geplant.

## Rezeption

### Kritiken
Graeme Guttmann schreibt in seiner Kritik bei screenrant.com, Jacob Roberts sei in der Rolle des chaotischen und von Natur aus haltlosen Ben eine Offenbarung, und die über 15 Jahre entstandene Freundschaft zwischen ihm und Jordan fühle sich perfekt ergänzend an, sodass sie brutal ehrlich zueinander sein könnten.

### Auszeichnungen
Bend Film Festival 2024
- Nominierung im Narrative Features Competition[14]

Tribeca Film Festival 2024
- Nominierung im US Narrative Competition[6]